# Bisbat d'Amiens
Amiens — Diocèse d'Amiens (francès), Dioecesis Ambianensis (llatí) — és un bisbat de l'Església catòlica a França, sufragània de l'arquebisbat de Reims. Al 2012 tenia 503.200 batejats sobre una població de 586.200 habitants. Actualment està regida pel bisbe Olivier Leborgne.

## Territori
La diòcesi comprèn el departament francès del Somme.
La seu episcopal és la ciutat d'Amiens, on es troba la Nostra Senyora; que amb els seus més de 7.000 m² de superfície, és la més gran de les catedrals franceses. A la diòcesi es troba també la basílica menor de Notre-Dame de Brebières a Albert.	
El territori s'estén sobre 6.277 km², i està dividit en 49 parròquies, agrupades en 14 sectors apostòlics.

## Història
La diòcesi d'Amiens va ser erigida cap al final del segle iii. Sant Fermí, tradicionalment conegut com el fundador i primer bisbe de la diòcesi, no és sinó l'últim d'una sèrie de missioners que van arribar per evangelitzar el nord de la Gàl·lia durant el segle; entre aquests recordem els sants Quintí, Genzià, Victorí i Fuscià. Al mateix temps que la pau constantiniana, la construcció de la primera catedral construïda sobre la tomba de San Fermí es remunta a Abladene, un turó on avui es troba el barri de Saint-Acheul d'Amiens.
L'opinió més acreditada i única sostenible és que Sant Fermí va patir el martiri en el moment de les persecucions de Maximià i Dioclecià, entre finals del segle iii i principis del IV. El primer bisbe històricament documentat és Eulogi, la signatura del qual es troba en el document elaborat el 346 en el qual, en el pseudo-concili de Colònia, un grup de bisbes van fer seves la decisió del concili de Sardica a favor d'sant Atanasi d'Alexandria.
Samarobriva Ambianorum era la capital i centre administratiu dels pobles celtes antics amibians a la província romana de la Gàl·lia Belgica segona, com ho testimonia la Notitia Galliarum a principis del segle v. Des del punt de vista religiós com a civil, Amiens depenia de la província eclesiàstica de l'arxidiòcesi de Reims, la seu metropolitana provincial.
La campanya d'evangelització començà només després de les invasions bàrbares, al segle vii, a les mans dels missioners ermitans, sobretot de la Gran Bretanya, que estan en l'origen de les grans abadies de la diòcesi: Saint-Valéry, Saint Riquier, Forest-Montiers i Corbie.
Als segles XII i XIII van aparèixer a Picardia noves institucions religioses, com els canonges regulars, el premonstratencs i els cistercencs, que van fundar noves i importants monestirs com els de Valloires (1137), Gard (1139) i el femení de Berteaucourt (1095).
Al segle XIII es va iniciar la construcció de la catedral gòtica actual .
Durant el període de la Contrarreforma, a Amiens van arribar els jesuïtes, que en 1604 van obrir una universitat a la ciutat; el 1624 el seminari diocesà fou fundat pel bisbe François Lefèvre de Caumartin.
Entre els bisbes que es distingiren en la lluita contra el jansenisme i que s'aplicaren en l'aplicació de la butlla Unigenitus Dei Filius estan Pierre de Sabatier († 1733) i el seu successor Orléans de la Motte († 1774).
En iniciar-se la Revolució, la diòcesi incloïa els territoris històrics de l'Amiénois, els Corbiois, el Ponthieu i Vimeu, amb un total de més de 750 parròquies, agrupades en 2 arxidiaconats, Amiens i Ponthieu, i 26 deganats.
Durant la Revolució Francesa, el bisbe Louis-Charles de Machault es va veure obligat a fugir a l'exili a Tournai. Només el concordat de 1801 restablí la pau a la diòcesi. El 29 de novembre de 1801, sota la butlla Qui Christi Domini del Papa Pius VII, es va fer coincidir el territori de la diòcesi amb els departaments del Somme i de l'Oise, incorporat el de la seu suprimida de Beauvais. Al mateix temps es va convertir en sufragània de París.
El 1822 es va restablir la diòcesi de Beauvais, i Amiens va tornar a la província eclesiàstica de l'arxidiòcesi de Reims. Després d'aquests canvis territorials, en comparació amb l'antiga diòcesi, Amiens va cedir algunes parròquies del sud a la diòcesi de Beauvais; les zones del nord van ser intercanviades amb la diòcesi d'Arràs, però especialment van adquirir més de 130 parròquies antiga diòcesi de Noyon a l'est.

## Episcopologi

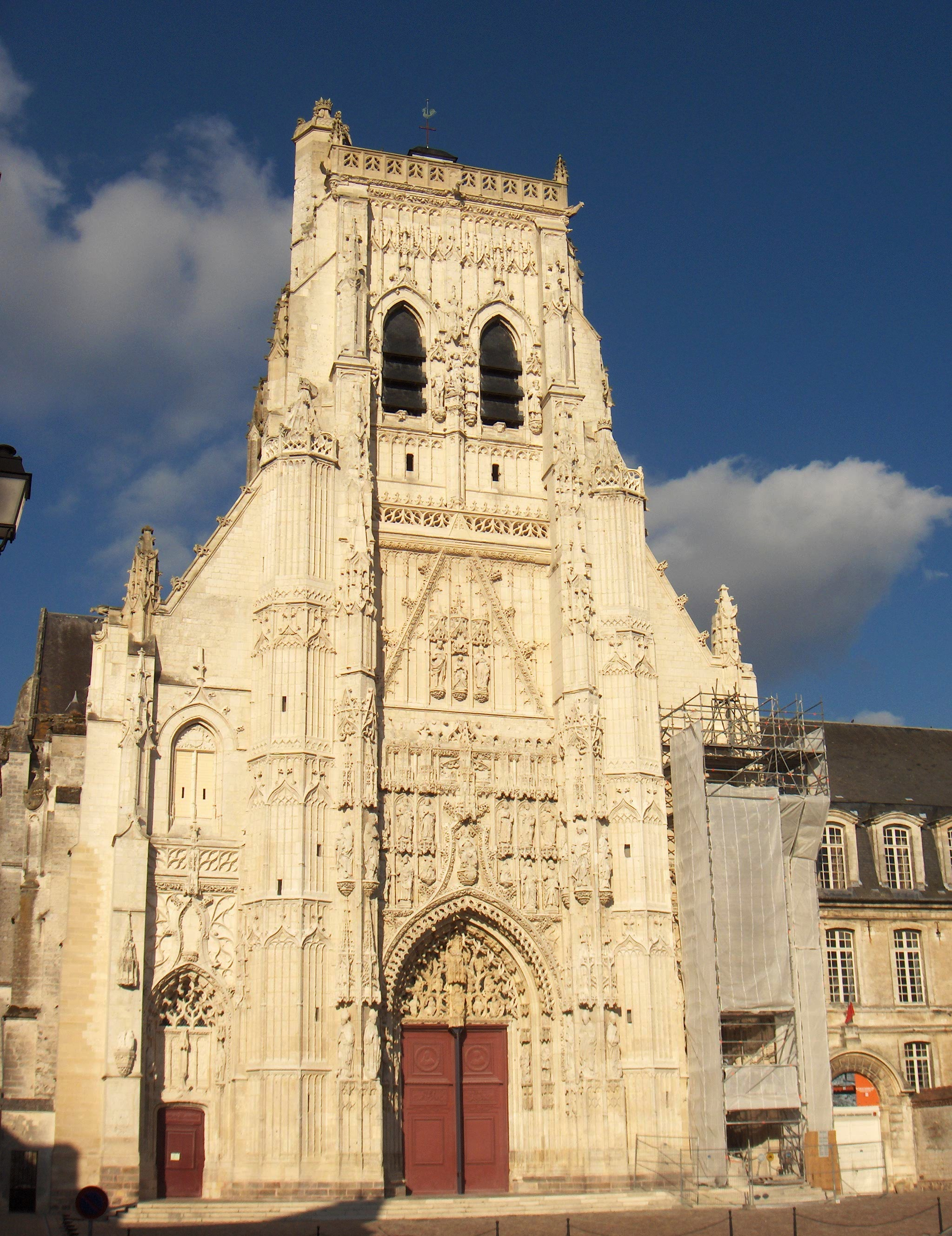
L'església abacial de Saint-Riquier.

Els catàlegs episcopals més antics d'Amiens, trencants a Thibault d'Heilly († 1204), es conserven a la col·lecció de Roberto de Torigni i en dos martirologis de l'abadia de Corbie, aquest últim utilitzat pels autors de Gallia Christiana. Segons Louis Duchesne, aquests catàlegs són fiables només des del segle ix; els noms anteriors però, no estan garantits per la història, manquen els noms d'alguns bisbes, alguns d'aquests estan mal disposats cronològicament. També les llistes episcopals comencen amb cinc noms de persones venerades com a sants en el moment de la redacció dels catàlegs, o al segle xii .
- San Fermí I †[5]
- Eulogio † (citat el 346)
- San Firmino II el Confessor †[5]
- Leodardo †[5]
- Audoeno †[5]
- Edibio † (citat el 511)
- Beato † (citat el 549)
- Sant Honorat †[5]
- San Salvio †[5]

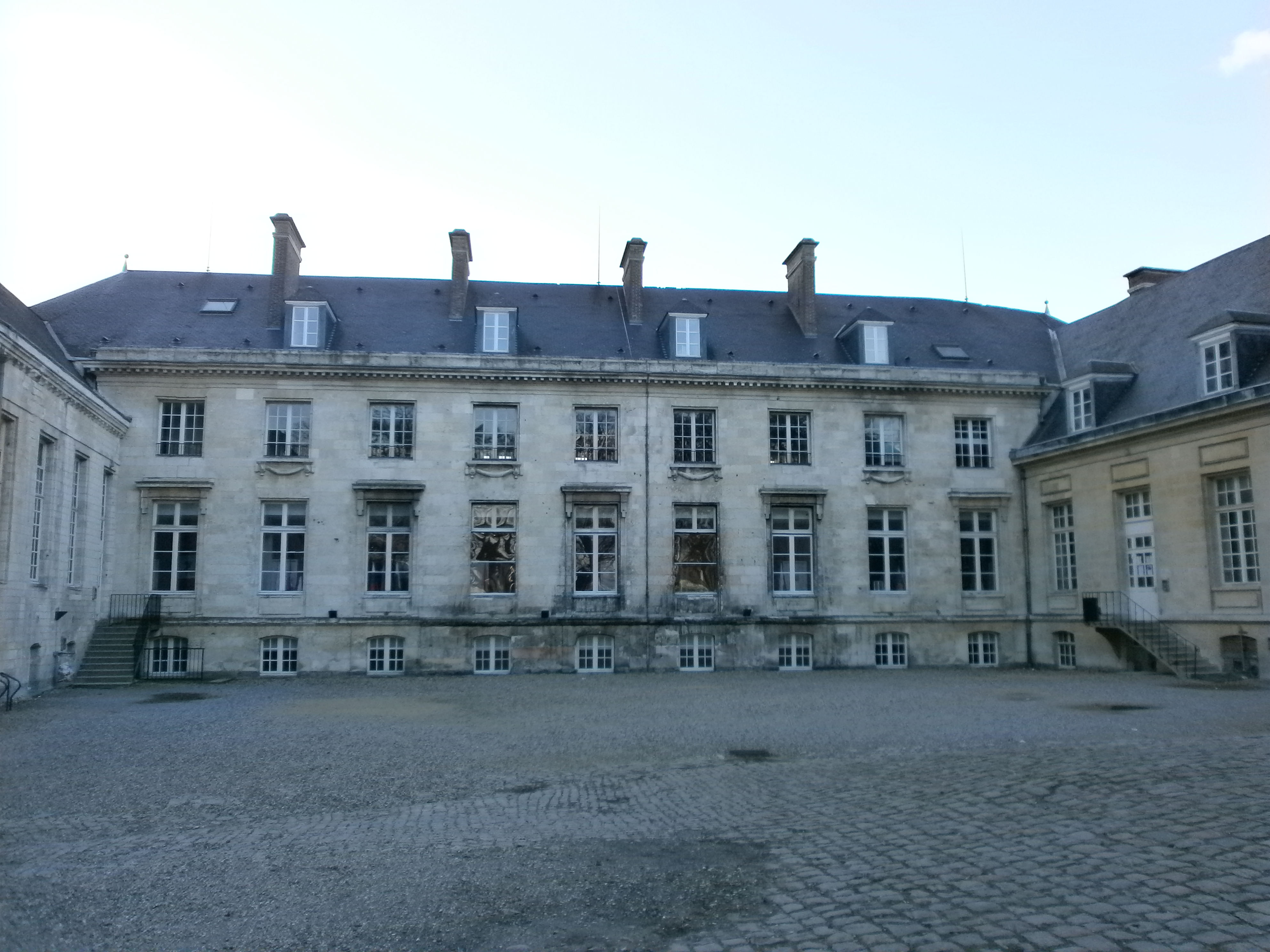
L'antic palau episcopal d'Amiens, seu dels bisbes fins al 1905.

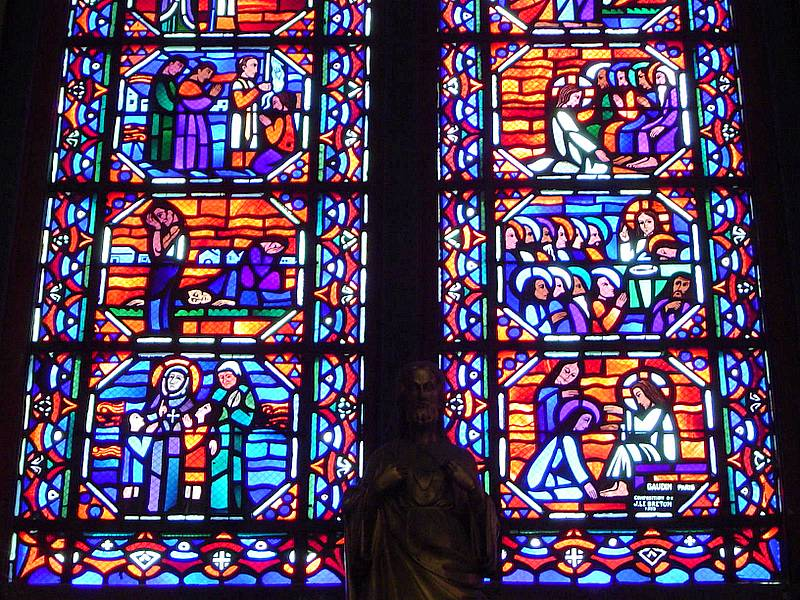
Vitrall de la catedral.

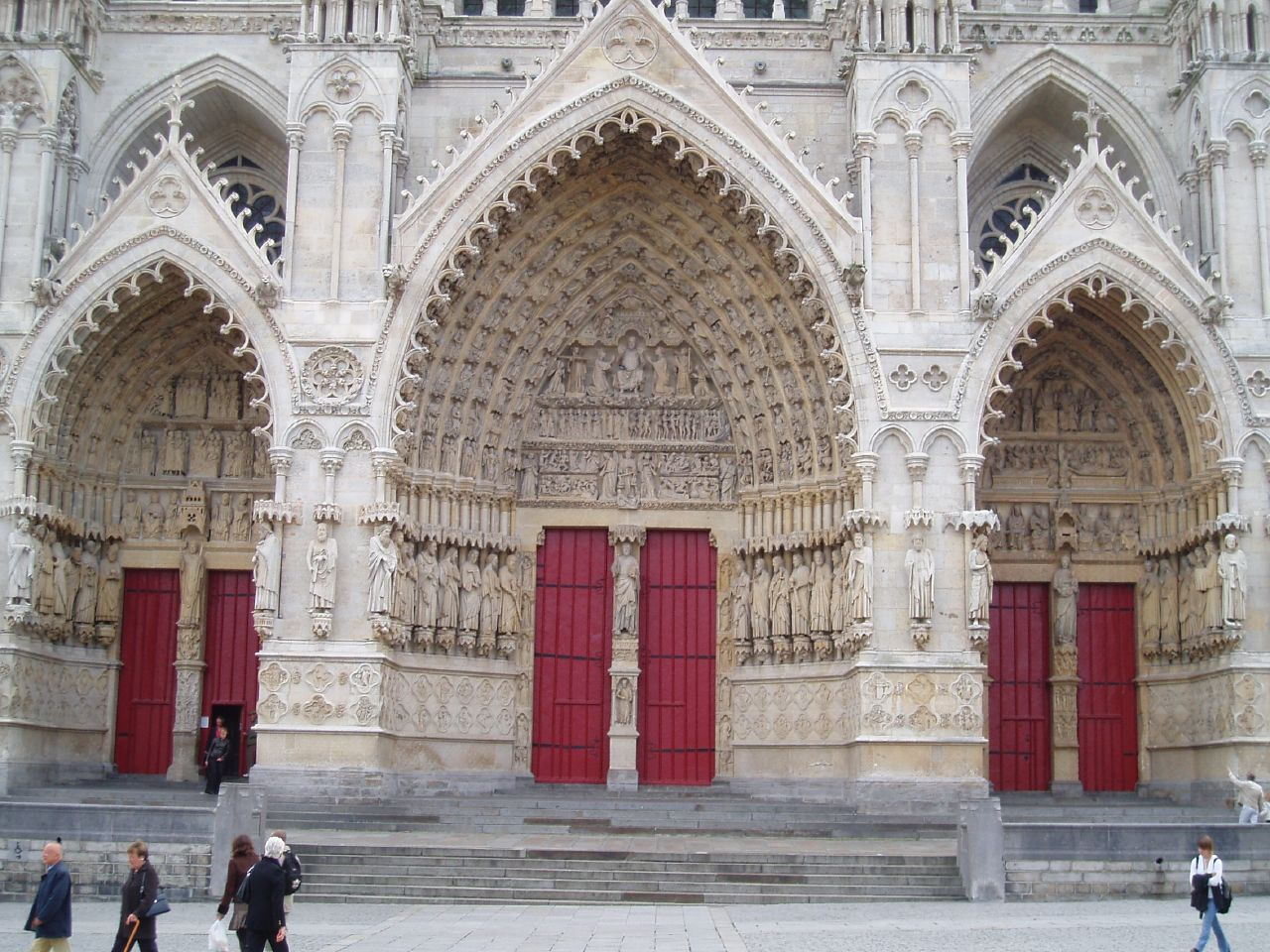
Les tres portes de la façana principal de la catedral, construïda entre el 1220 I el 1230.

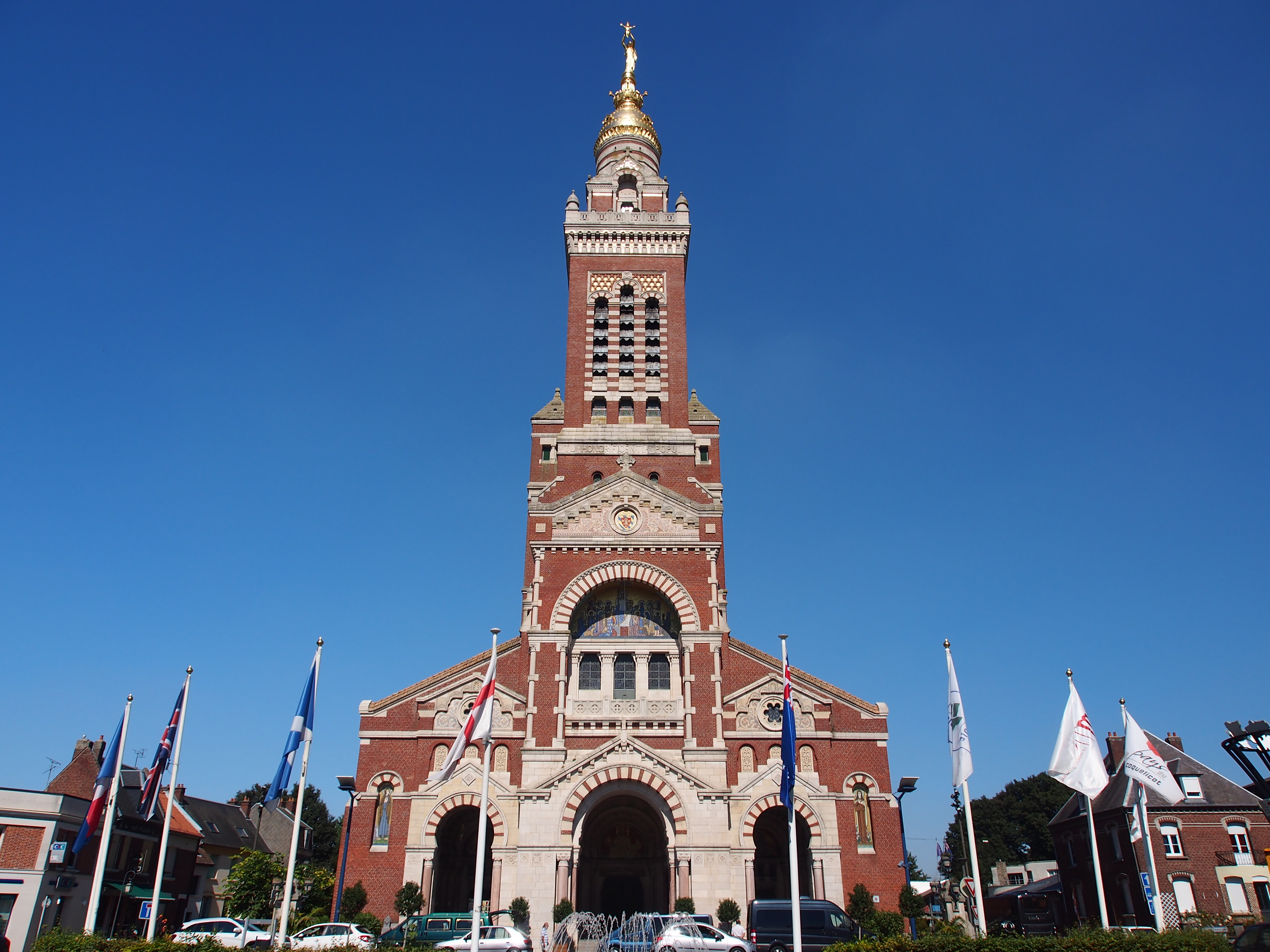
La basílica menor Notre-Dame de Brebières a Albert.

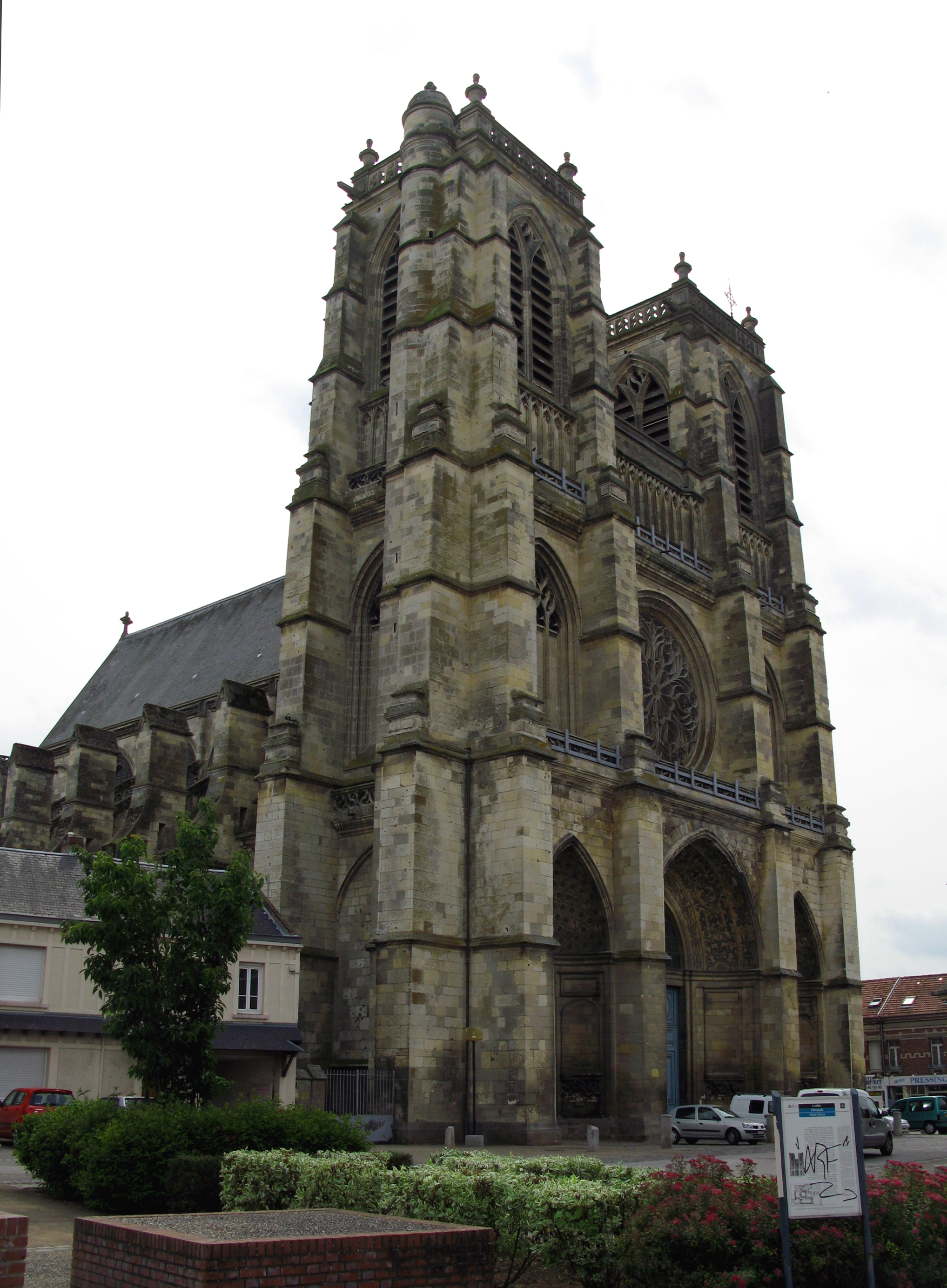
L'església abacial de Corbie.

- San Bertacundo (o Bercundo) † (citat el 614)
- Bertefrido † (abans de 650 - després de 667)
- Teodofred † (citat el 683)[6]
- Deodato †[5]
- Dadone †[5]
- Ursiniano † (abans de 692 - després de 697)
- Dominico †
- Cristiano †
- Raimberto † (citat el 748)
- Ailulfo †
- Giorgio[7] † (abans de 769 - després de 798 aproximadament)
- Jesse † (abans de autunno 799 - 834 deposat)
- Ragenario † (vers 835 - després de 849)
- Ilmerado † (abans del final del 850 - després de 871)
- Geroldo † (abans de 875 - després de 877)
- Otgario † (abans de 893 - 1 d'agost de 928 mort)
- Deroldo † (929 - 947 mort)
- Tetbaldo † (947 - 949 expulsat)[6]
- Ragembaldo[8] † (949 - després de 950)
- Teobaldo[9] † (abans de maig de 972 - 25 de setembre de 975 deposat)
- Alviano o Almanno †
- Gotesmanno † (abans de 985 - després de juny de 991)
- Foulques I † (abans de 993 - després de 1030)
- Foulques II † (abans de 1036 - 1058 mort)[10]
- Guido † (juliol de 1058 - desembre de 1075 mort)
  - Foulques III † (citat a l'octubre de 1076) (bisbe electe)
- Raoul † (1078 - 1079)
- Roricon † (vers 1080 - després de 1085)
- Gervin † (1091 - de gener de 1102 o 1103 mort)
- Sant Geoffroy † (d'abril de 1104 consagrat - 8 de novembre de 1115 mort)
- Enguerrand de Boves † (prima di de maig de 1116 - 9 de novembre de 1127 mort)
- Guérin de Chastillon-Saint-Pol † (16 de novembre de 1127 - 1144 renuncià)
- Thierry † (1144 - novembre de 1164 mort)
- Robert de Camera † (1165 - d'abril de 1169 mort)
- Thibault d'Heilly † (1169 - 30 d'abril de 1204 mort)
- Richard de Gerberoy † (2 de maig de 1205 - 14 de maig de 1210 mort)
- Evrard de Fouilloy † (després d'abril de 1211 - de novembre de 1222 mort)
- Geoffroy D'Eu † (abans de febrer de 1223 - 25 de novembre de 1236 mort)
- Arnoul † (1236 - abans de juny de 1247 mort)
- Gérard de Conchy † (1247 - 1257 mort)
- Aleaume de Neuilly † (1258 - maig o juny de 1259 mort)
- Bernard d'Abbeville † (1259 - 22 de març de 1278 mort)
- Guillaume de Mâcon † (1278 - 4 de maig de 1308 mort)
- Robert de Fouilloy † (abans del 12 de setembre de 1308 - 20 de març de 1321 mort)
- Simon de Goucans † (18 de maig de 1321 - 3 de desembre de 1325 mort)
- Jean de Cherchemont † (18 de febrer de 1326 - 26 de gener de 1373 mort)
- Jean de La Grange, O.S.B. † (7 de febrer de 1373 - 20 de desembre de 1375 renuncià)
- Jean Rolland † (3 de gener de 1376 - 17 de desembre de 1388 mort)
- Jean de Boissy † (29 de març de 1389 - 4 de setembre de 1410 mort)
- Bernard de Chevenon † (20 de març de 1411 - 29 de març de 1413 nomenat bisbe de Beauvais)
- Philibert de Saulx † (14 d'agost de 1413 - 10 de maig de 1424 nomenat bisbe de Coutances)
- Jean de Harcourt † (10 de maig de 1424 - 4 de març de 1433 nomenat arquebisbe de Reims)
- Jean le Jeune † (26 d'abril de 1433 - 24 d'octubre de 1436 nomenat bisbe de Thérouanne)
  - Francesco Condulmer † (5 de novembre de 1436 - 27 de març de 1437 renuncià) (administrador apostòlic)
- Jean Avantage † (27 de març de 1437 - 26 de novembre de 1456 mort)
- Ferry de Beauvoir † (14 de gener de 1457 - 28 de febrer de 1473 mort)
- Jean de Gaucourt † (5 de juliol de 1473 - 3 de maig de 1476 mort)
- Louis de Gaucourt † (9 de setembre de 1476 - 1482 mort)
- Pierre Verse † (7 d'octubre de 1482 - 10 de febrer de 1501 mort)
  - Filippo di Kleve † (14 de juny de 1501 - 9 d'agost de 1503 nomenat bisbe de Autun) (administrador apostòlic)
- François de Halluin † (9 d'agost de 1503 - 18 de juny de 1538 mort)
- Charles Hemard de Denonville † (9 de desembre de 1538 - 23 d'agost de 1540 mort)
  - Claude de Longwy de Givry † (24 de setembre de 1540 - 12 de febrer de 1546 renuncià) (administrador apostòlic)
- François de Pisseleu † (12 de setembre de 1546 - 1552 renuncià)
- Nicolás de Pellevé † (24 d'agost de 1552 - 16 de desembre de 1562 nomenat arquebisbe de Sens)
- Antoine de Créqui † (14 de juliol de 1564 - 20 de juny de 1574 mort)
- Geoffroy de La Marthonie † (26 d'octubre de 1576 - 17 de desembre de 1617 mort)
- François Lefèvre de Caumartin † (17 de desembre de 1617 - 27 de novembre de 1652 mort)
- François Faure † (23 de març de 1654 - 11 de maig de 1687 mort)
  - Sede vacante (1687-1692)
- Henri Feydeau de Brou † (24 de març de 1692[11] - 14 de juny de 1706 mort)
- Pierre de Sabatier † (11 d'abril de 1707 - 20 de gener de 1733 mort)
- Louis-François-Gabriel d'Orléans de La Motte † (20 de març de 1734 - 10 de juliol de 1774 mort)
- Louis-Charles de Machault † (10 de juliol de 1774 - 6 de novembre de 1801 renuncià)
- Jean-Chrysostome de Villaret † (15 de maig de 1802 - 17 de desembre de 1804 nomenat bisbe d'Alessandria)
- Jean-François de Mandolx † (1 de febrer de 1805 - 14 d'agost de 1817 mort)
- Marc-Marie de Bombelles † (1 d'octubre de 1817 - 5 de març de 1822 mort)
- Jean-Pierre de Gallien de Chabons † (27 de setembre de 1822 - 9 de novembre de 1837 jubilat)
- Jean-Marie Mioland † (12 de febrer de 1838 - 2 d'abril de 1849 nomenat arquebisbe coadjutor de Tolosa amb el títol de Sardi)
- Louis-Antoine de Salinis † (2 d'abril de 1849 - 16 de juny de 1856 nomenat arquebisbe de Auch)
- Jacques-Antoine-Claude-Marie Boudinet † (16 de juny de 1856 - 1 d'abril de 1873 mort)
- Louis-Désiré-César Bataille † (25 de juliol de 1873 - 9 de juny de 1879 mort)
- Aimé-Victor-François Guilbert † (22 de setembre de 1879 - 9 d'agost de 1883 nomenat arquebisbe de Bordeus)
- Jean-Baptiste-Marie-Simon Jacquenet † (27 de març de 1884 - 1 de març de 1892 mort)
- René-François Renou † (19 de gener de 1893 - 25 de juny de 1896 nomenat arquebisbe de Tours)
- Jean-Marie-Léon Dizien † (25 de juny de 1896 - 27 de març de 1915 mort)
- Pierre-Florent-André du Bois de la Villerabel † (1 de juny de 1915 - 16 de desembre de 1920 nomenat arquebisbe de Rouen)
- Charles-Albert-Joseph Lecomte † (10 de març de 1921 - 17 d'agost de 1934 mort)
- Lucien-Louis-Claude Martin † (29 de maig de 1935 - 26 de desembre de 1945 mort)
- Albert-Paul Droulers † (17 de febrer de 1947 - 3 de juny de 1950 mort)
- René-Louis-Marie Stourm † (19 de gener de 1951 - 27 d'octubre de 1962 nomenat arquebisbe de Sens)
- Géry-Jacques-Charles Leuliet † (14 de febrer de 1963 - 15 de gener de 1985 jubilat)
- François Jacques Bussini (28 de desembre de 1985 - 6 de març de 1987 renuncià)
- Jacques Moïse Eugène Noyer (31 d'octubre de 1987 - 10 de març de 2003 jubilat)
- Jean-Luc Marie Maurice Louis Bouilleret (10 de març de 2003 - 10 d'octubre de 2013 nomenat arquebisbe de Besançon)
- Olivier Leborgne, des del 20 de febrer de 2014

## Demografia
A finals del 2012 la diòcesi tenia 503.200 batejats sobre una població de 586.200 persones, equivalent al 85,8% del total.
| Any  | Població | Població | Població | Sacerdots | Sacerdots       | Sacerdots       | Sacerdots             | Diaques | Religiosos | Religiosos | Parròquies |
| ---- | -------- | -------- | -------- | --------- | --------------- | --------------- | --------------------- | ------- | ---------- | ---------- | ---------- |
| Any  | Batejats | Total    | %        | Total     | Clergat secular | Clergat regular | Batejats per sacerdot | Diaques | Homes      | Dones      |            |
| 1955 | 415.000  | 464.150  | 89,4     | 493       | 432             | 61              | 841                   |         | 49         | 900        | 669        |
| 1970 | 470.000  | 512.113  | 91,8     | 387       | 324             | 63              | 1.214                 |         | 72         | 524        | 835        |
| 1980 | 501.000  | 553.101  | 90,6     | 285       | 253             | 32              | 1.757                 | 1       | 56         | 442        | 836        |
| 1990 | 492.000  | 548.000  | 89,8     | 209       | 178             | 31              | 2.354                 | 2       | 53         | 351        | 98         |
| 1999 | 482.000  | 547.825  | 88,0     | 146       | 130             | 16              | 3.301                 | 6       | 57         | 260        | 54         |
| 2000 | 489.000  | 556.100  | 87,9     | 142       | 129             | 13              | 3.443                 | 7       | 50         | 253        | 51         |
| 2001 | 489.000  | 556.100  | 87,9     | 30        | 18              | 12              | 16.300                | 7       | 48         | 232        | 52         |
| 2002 | 489.000  | 556.100  | 87,9     | 128       | 115             | 13              | 3.820                 | 6       | 43         | 238        | 54         |
| 2003 | 489.000  | 556.100  | 87,9     | 118       | 107             | 11              | 4.144                 | 8       | 41         | 232        | 49         |
| 2004 | 489.000  | 556.100  | 87,9     | 117       | 106             | 11              | 4.179                 | 9       | 40         | 211        | 49         |
| 2006 | 491.000  | 558.000  | 88,0     | 107       | 100             | 7               | 4.588                 | 11      | 36         | 201        | 49         |
| 2012 | 503.200  | 586.200  | 85,8     | 88        | 80              | 8               | 5.718                 | 16      | 26         | 171        | 49         |